# Sauvenière (Gembloux)
Sauvenière (wa. Såvnire) – dzielnica (section) miasta Gembloux w Belgii, w Regionie Walońskim, w prowincji Namur, w okręgu Namur. 1 stycznia 2020 roku liczyła 2402 mieszkańców. Do 31 grudnia 1964 r. samodzielna gmina.  

## Demografia
Liczba mieszkańców, stan na 1 stycznia:
| Rok                | 1930 | 1947 | 1961 | 2020 |
| ------------------ | ---- | ---- | ---- | ---- |
| Liczba mieszkańców | 1271 | 1244 | 1243 | 2402 |